# Ahmet Aras
Ahmet Aras (* 13. Dezember 1987 in Kızıltepe) ist ein türkischer Fußballspieler.

## Karriere
Aras begann 2001 in der Jugend des Stadtverwaltungssportvereins Çeşme Belediyespor der Stadt Çeşme mit dem Vereinsfußball. Anschließend wechselte er in die Jugendabteilung von Manisaspor. Bereits wenige Wochen nach seinem Wechsel erhielt er hier einen Profivertrag und spielte für die Reservemannschaft. Neben dieser Tätigkeit wurde er auch am Mannschaftsbetrieb der Profis beteiligt. So gab er sein Profidebüt während einer Ligabegegnung vom 20. Mai 2006 gegen İstanbulspor. Ab dem Frühjahr 2007 verbrachte er dann Leihspielerperioden bei Muğlaspor, İstanbulspor und Izmirspor.
Im Sommer 2008 wechselte Aras zum Drittligisten Pendikspor. Nachdem ihm hier in einer Saison kein Durchbruch gelungen war, wurde er an Izmirspor abgegeben. Bei diesem Verein erzielte er in 26 Ligaspielen sechs Tore. Durch diese Leistung wurde Bucaspor auf Aras aufmerksam und verpflichtete ihn zur Saison 2010/11. Da er bei seinem neuen Verein aber nur für die Reservemannschaft auflief, wurde sein Vertrag zur Winterpause wieder aufgelöst. Anschließend spielte er für eine Reihe von Teams der TFF 2. Lig bzw. TFF 3. Lig.
Zur Saison 2012/13 wechselte Aras zum Viertligisten Üsküdar Anadolu 1908 SK und erzielte hier in 21 Spielen 14 Tore. Durch diese Leistung wurde der Erstligist Sivasspor, der auch der Hauptverein von Üsküdar Anadolu ist, auf Aras aufmerksam. So wechselte dieser im Sommer 2013 zu Sivasspor.
In der letzten Woche der Sommertransferperiode 2013 wurde er bis zum Saisonende an den Zweitligisten Fethiyespor ausgeliehen. Nachdem der die Hinrunde der Saison 2014/15 bei Sivasspor verbracht hatte, wechselte Aras in der Winterpause zum Zweitligisten Antalyaspor. Für die Rückrunde der Saison 2015/16 lieh ihn sein Verein an den Zweitligisten Şanlıurfaspor aus.
Zur Rückrunde der Saison 2016/17 verließ Aras Antyalspor und wechselte zum Zweitligisten Yeni Malatyaspor. Mit diesem Verein wurde er zum Saisonende Play-off-Sieger der TFF 1. Lig und damit der letzte Aufsteiger in die Süper Lig. Gegen Ende der Sommertransferperiode 2017 wurde er an den Zweitligisten Elazığspor abgegeben.

## Erfolge
İnegölspor
- Meister der TFF 3. Lig und Aufstieg in die TFF 2. Lig: 2011/12

Antalyaspor
- Play-off-Sieger der TFF 1. Lig und Aufstieg in die Süper Lig: 2014/15

Yeni Malatyaspor
- Play-off-Sieger der TFF 1. Lig und Aufstieg in die Süper Lig: 2016/17

Fatih Karagümrük SK
- Play-off-Sieger der TFF 2. Lig und Aufstieg in die TFF 1. Lig: 2018/19